# Michel'le (album)
Albums de Michel'le
Hung Jury
(1998)
Singles
1. No More Lies
Sortie : 1989
2. Nicety
Sortie : 1990
3. Keep Watchin'
Sortie : 1990
4. Something in My Heart
Sortie : 1990
5. If?
Sortie : 1991

Michel'le est le premier album studio de Michel'le, sorti le 23 octobre 1989.
L'album, qui s'est classé 5e au Top R&B/Hip-Hop Albums et 35e au Billboard 200, a été certifié disque d'or par la Recording Industry Association of America (RIAA) le 25 avril 1990 avec plus d'un million de copies vendues.
Quatre des cinq singles extraits de l'album se sont classés au Hot R&B/Hip-Hop Songs : Something in My Heart (2e), No More Lies (2e), Nicety (5e) et Keep Watchin' (65e).
Plusieurs rappeurs ont samplé des morceaux de l'opus : Tim Dog a utilisé No More Lies dans sa chanson Fuck Compton, extraite de l'album Penicillin on Wax (1991) ; P-Dub a samplé Something in My Heart dans son morceau 4 Walls the After Effect (2004) et Kehlani, If? dans As I Am (2014).

## Liste des titres
| No  | Titre                 | Auteur                                       | Contient un (des) sample(s) de                                         | Durée |
| --- | --------------------- | -------------------------------------------- | ---------------------------------------------------------------------- | ----- |
| 1.  | No More Lies          | Michel'le Toussaint, L. Goodman, Andre Young | Funky Drummer de James Brown                                           | 3:49  |
| 2.  | Nicety                | M. Toussaint, A. Young                       | Funky President (People It's Bad) de James Brown Action d'Orange Krush | 3:26  |
| 3.  | If?                   | L. Goodman, A. Bolton                        |                                                                        | 5:23  |
| 4.  | Keep Watchin'         | M. Toussaint, A. Young, L. Goodman, T. Curry | Think (About It) de Lyn Collins                                        | 4:24  |
| 5.  | Something in My Heart | M. Toussaint, A. Young                       |                                                                        | 5:40  |
| 6.  | 100% Woman            | A. Young                                     | Blow Your Head de Fred Wesley and The J.B.'s                           | 3:50  |
| 7.  | Silly Love Song       | E. Johnson, M. Stokes                        |                                                                        | 5:29  |
| 8.  | Never Been in Love    | M. Toussaint, A. Young                       |                                                                        | 3:41  |
| 9.  | Close to Me           | M. Toussaint, L. Goodman, A. Young           |                                                                        | 5:39  |
| 10. | Special Thanks        | M. Toussaint, A. Young,L. Goodman            |                                                                        | 2:33  |
| 11. | If? (Reprise)         | M. Toussaint, A. Young                       |                                                                        | 1:34  |